# Liste der Brücken über die Glâne
Die Liste der Brücken über die Glâne enthält die Glâne-Brücken von der Quelle nördlich von Bouloz bis zur Mündung unterhalb Villars‑sur‑Glâne in die Saane.

## Brückenliste
57 Übergänge überspannen den Fluss: 42 Strassen- und Feldwegbrücken, 12 Fussgänger- und Velobrücken, zwei Rohrträgerbrücken und eine Eisenbahnbrücke.

### Obere Glâne
33 Übergänge überspannen den Fluss zwischen der Ortschaft Bouloz und der Gemeinde Romont.
| Bild | Name                                   | Ort                 | Lage | Funktion                                                                               | Konstruktion  | Material    | Länge in m | Höhe m ü. M. | Bemerkungen |
| ---- | -------------------------------------- | ------------------- | ---- | -------------------------------------------------------------------------------------- | ------------- | ----------- | ---------- | ------------ | --- |
|      | Rio‑d'Enfer-Aquädukt (Route de Romont) | Bouloz              |      | Strassenbrücke (zweispurig) 155 2000                                                   | Bachdurchlass | Beton       | 42         | 844          | Gebaut 1898, saniert 1957 Höchstgeschwindigkeit 80 km/h TPF-Buslinie 472 (Palézieux–Romont) Übergang über Riau d'Enfer |
|      | Route d'Invau-Brücke                   | Mossel              |      | Strassenbrücke (zweispurig)                                                            | Bachdurchlass | Beton       | 6          | 795          | Übergang über nominelle Quelle |
|      | Route d'Invau-Brücke                   | Mossel              |      | Strassenbrücke (zweispurig)                                                            | Bachdurchlass | Beton       | 6          | 783          | Übergang über nominelle Quelle |
|      | Route d'Invau-Brücke                   | Prez‑vers‑Siviriez  |      | Strassenbrücke                                                                         | Bogenbrücke   | Stein Beton | 4          | 781          | Schleudergefahr: Keine Schneeräumung Wanderweg |
|      | Unbenannte Brücke                      | Prez‑vers‑Siviriez  |      | Feldwegbrücke                                                                          | Bachdurchlass | Beton       | 3          | 776          | |
|      | Unbenannte Brücke                      | Prez‑vers‑Siviriez  |      | Feldwegbrücke                                                                          | Bachdurchlass | Beton       | 3          | 771          | |
|      | Unbenannte Brücke                      | Prez‑vers‑Siviriez  |      | Feldwegbrücke                                                                          | Balkenbrücke  | Beton       | 4          | 760          | |
|      | Route‑de‑la‑Glâne-Brücke               | Prez‑vers‑Siviriez  |      | Strassenbrücke (zweispurig)                                                            | Balkenbrücke  | Beton       | 6          | 759          | |
|      | Unbenannte Brücke                      | Prez‑vers‑Siviriez  |      | Strassenbrücke (einspurig)                                                             | Balkenbrücke  | Beton       | 4          | 759          | Zufahrtsstrasse |
|      | Unbenannte Brücke                      | Prez‑vers‑Siviriez  |      | Feldwegbrücke                                                                          | Balkenbrücke  | Beton       | 4          | 748          | |
|      | Chemin‑des‑Moneresses-Brücke           | Prez‑vers‑Siviriez  |      | Strassenbrücke (einspurig) mit Rohrleitung an der Brückenseite                         | Balkenbrücke  | Beton       | 7          | 744          | |
|      | Chemin‑Clos‑du‑Moulin-Brücke           | Prez‑vers‑Siviriez  |      | Strassenbrücke (einspurig)                                                             | Bogenbrücke   | Beton       | 5          | 734          | Privatstrasse |
|      | Chemin‑Clos‑du‑Moulin-Brücke           | Prez‑vers‑Siviriez  |      | Strassenbrücke (einspurig) mit Rohrleitung an der Brückenseite                         | Balkenbrücke  | Beton       | 5          | 730          | |
|      | Route‑de‑Prez-Brücke                   | Siviriez            |      | Strassenbrücke (einspurig)                                                             | Balkenbrücke  | Beton       | 5          | 720          | Höchstgeschwindigkeit 80 km/h |
|      | Unbenannter Steg                       | Chavannes‑les‑Forts |      | Fussgängerbrücke                                                                       | Balkenbrücke  | Beton       | 5          | 715          | Übergang ist nicht behindertengerecht (Treppe). |
|      | Route‑de‑la‑Pierra-Brücke              | Chavannes‑les‑Forts |      | Strassenbrücke (zweispurig)                                                            | Balkenbrücke  | Beton       | 23         | 711          | Höchstgeschwindigkeit 80 km/h |
|      | Route‑de‑la‑Chapelle-Brücke            | Chavannes‑les‑Forts |      | Strassenbrücke (zweispurig)                                                            | Balkenbrücke  | Beton       | 6          | 710          | Sackgasse Höchstgeschwindigkeit 80 km/h |
|      | Route‑Sainte-Marguerite-Brücke         | Chavannes‑les‑Forts |      | Fussgänger- und Velobrücke                                                             | Bachdurchlass | Beton       | 4          | 710          | Fahrverbot für Motorwagen, Motorräder und Motorfahrräder Metallpoller dienen als Durchfahrtssperre. |
|      | Unbenannter Steg                       | Chavannes‑les‑Forts |      | Fussgängerbrücke                                                                       | Balkenbrücke  | Stahl       | 6          | 706          | Privater Übergang |
|      | Unbenannter Steg                       | Chavannes‑les‑Forts |      | Fussgängerbrücke                                                                       | Balkenbrücke  | Stahl       | 4          | 706          | Privater Übergang |
|      | Unbenannter Steg                       | Chavannes‑les‑Forts |      | Fussgängerbrücke                                                                       | Balkenbrücke  | Stahl       | 7          | 705          | Privater Übergang |
|      | Unbenannter Steg                       | Villaraboud         |      | Viehübergang                                                                           | Balkenbrücke  | Holz        | 11         | 701          | |
|      | Drognens-Brücke                        | Villaraboud         |      | Strassenbrücke (zweispurig)                                                            | Balkenbrücke  | Beton       | 9          | 700          | Allgemeines Fahrverbot: Fahrzeuge des Bundes und Bewilligte gestattet Zufahrt zur Kaserne Drognens |
|      | Route‑d'Oron-Brücke                    | Villaraboud         |      | Strassenbrücke (zweispurig) 155 2000                                                   | Balkenbrücke  | Beton       | 15         | 700          | Gebaut 1906, saniert 1954 Höchstgeschwindigkeit 80 km/h TPF-Buslinien 472 (Palézieux–Romont) und 476 (Romont–Villaraboud–Prez-vers-Siviriez) Wanderweg |
|      | Unbenannte Brücke                      | Mézières            |      | Feldwegbrücke                                                                          | Balkenbrücke  | Beton       | 11         | 695          | Fahrverbot für Motorwagen, Motorräder und Motorfahrräder: Landwirtschaft gestattet |
|      | TPF-Brücke (geplant)                   | Romont – Mézières   |      | Eisenbahnbrücke (eingleisig)                                                           | Balkenbrücke  | Beton       | 970        | 694          | Der Bau der neuen Strecke Vuisternens–Romont ist von 2024 bis 2026 vorgesehen. Höchstgeschwindigkeit 160 km/h Bahnstrecke Romont–Bulle |
|      | Unbenannte Brücke                      | Mézières            |      | Feldwegbrücke                                                                          | Balkenbrücke  | Beton       | 10         | 694          | Fahrverbot für Motorwagen, Motorräder und Motorfahrräder: Landwirtschaft gestattet Wanderland-Route 271 Sentier du Vitrail de Romont (Romont–Grangettes-près-Romont–Romont)                                                                                                 |
|      | TPF-Brücke                             | Romont – Mézières   |      | Eisenbahnbrücke (eingleisig)                                                           | Balkenbrücke  | Beton       | 15         | 694          | Höchstgeschwindigkeit 70 km/h Bahnstrecke Romont–Bulle |
|      | Unbenannter Steg                       | Romont – Mézières   |      | Strassenbrücke                                                                         | Balkenbrücke  | Holz        | 14         | 694          | Wanderland-Route 271 Sentier du Vitrail de Romont (Romont–Grangettes-près-Romont–Romont) |
|      | Rohrträgerbrücke                       | Romont              |      | Rohrleitungsbrücke                                                                     | Balkenbrücke  | Stahl Beton | 15         | 694          | |
|      | Parqueterie-Brücke                     | Romont              |      | Strassenbrücke (zweispurig) mit Trottoir 156 1400                                      | Balkenbrücke  | Beton       | 10         | 694          | Gebaut 2015 Höchstgeschwindigkeit 80 km/h Wanderland-Route 271 Sentier du Vitrail de Romont (Romont–Grangettes-près-Romont–Romont) TPF-Buslinien 454 (Bulle–Romont) und 455 (Romont–La Verrerie)                                                                            |
|      | Route‑de‑Berlens-Brücke                | Romont              |      | Strassenbrücke (zweispurig) mit Rohrleitungen an der Brückenseite                      | Balkenbrücke  | Beton       | 20         | 693          | Höchstgeschwindigkeit 80 km/h Wanderweg |
|      | Unbenannte Brücke                      | Romont              |      | Feldwegbrücke                                                                          | Balkenbrücke  | Beton       | 7          | 689          | Privatstrasse Veloland-Route 62 Sense–Glâne–Veveyse (Etappe 3 Plaffeien–Romont) und Route 87 La Broye–La Gruyère (Payerne–Bulle) Wanderland-Route 4 ViaJacobi (Etappe 14 Fribourg–Romont) und Route 271 Sentier du Vitrail de Romont (Romont–Grangettes-près-Romont–Romont) |
|      | Massonnens-Brücke                      | Romont              |      | Strassenbrücke (zweispurig) mit schmalen Trottoirs und Rohrleitung an der Brückenseite | Balkenbrücke  | Beton       | 13         | 689          | Höchstgeschwindigkeit 50 km/h |

### Untere Glâne
24 Übergänge überspannen den Fluss zwischen der Ortschaft Lussy und der Gemeinde Villars‑sur‑Glâne.
| Bild | Name                                | Ort                                            | Lage | Funktion                                                          | Konstruktion | Material    | Länge in m | Höhe m ü. M. | Bemerkungen |
| ---- | ----------------------------------- | ---------------------------------------------- | ---- | ----------------------------------------------------------------- | ------------ | ----------- | ---------- | ------------ | --- |
|      | Chemin‑du‑Pra‑du‑Marais-Brücke      | Lussy                                          |      | Strassenbrücke (zweispurig)                                       | Balkenbrücke | Beton       | 11         | 684          | Gebaut 1987 Höchstgeschwindigkeit 80 km/h |
|      | Route‑de‑Fuyens-Brücke              | Villaz‑Saint‑Pierre                            |      | Strassenbrücke (zweispurig) 1320                                  | Balkenbrücke | Beton       | 14         | 681          | Gebaut 1979, saniert 1989 Höchstgeschwindigkeit 80 km/h TPF-Buslinie 471 (Bulle–Romont) |
|      | Route‑des‑Granges-Brücke            | Villaz‑Saint‑Pierre                            |      | Strassenbrücke (zweispurig) mit Rohrleitungen an der Brückenseite | Balkenbrücke | Beton       | 14         | 675          | Höchstgeschwindigkeit 80 km/h TPF-Buslinie 470 (Romont–Fribourg) |
|      | Unbenannter Steg                    | Villaz‑Saint‑Pierre – Chavannes‑sous‑Orsonnens |      | Fussgängerbrücke                                                  | Balkenbrücke | Stahl Beton | 11         | 671          | Übergang ist nicht behindertengerecht (Treppen). |
|      | Unbenannte Brücke                   | Villaz‑Saint‑Pierre – Chavannes‑sous‑Orsonnens |      | Viehübergang                                                      | Balkenbrücke | Holz        | 9          | 666          | |
|      | Unbenannte Brücke                   | Villaz‑Saint‑Pierre – Chavannes‑sous‑Orsonnens |      | Fussgängerbrücke                                                  | Balkenbrücke | Holz        | 10         | 658          | Privater Übergang befindet sich auf dem »Bivouac dans les Arbres« Gelände. |
|      | Unbenannte Brücke                   | Villaz‑Saint‑Pierre – Chavannes‑sous‑Orsonnens |      | Feldwegbrücke                                                     | Balkenbrücke | Stahl       | 10         | 655          | Brücke mit Holzfahrbahn |
|      | Route‑de‑Chavannes-Brücke           | Chénens – Chavannes‑sous‑Orsonnens             |      | Strassenbrücke (einspurig)                                        | Balkenbrücke | Beton       | 18         | 654          | Vortritt vor dem Gegenverkehr (Fahrtrichtung Chénens) Dem Gegenverkehr Vortritt lassen (Fahrtrichtung Chavannes) Höchstgeschwindigkeit 80 km/h                                                                                          |
|      | Unbenannte Brücke                   | Chénens – Chavannes‑sous‑Orsonnens             |      | Feldwegbrücke                                                     | Balkenbrücke | Stahl       | 11         | 647          | Brücke mit Holzfahrbahn Verkommener Übergang ist nicht mehr passierbar. |
|      | Unbenannte Brücke                   | Chénens – Chavannes‑sous‑Orsonnens             |      | Feldwegbrücke                                                     | Balkenbrücke | Holz        | 13         | 646          | |
|      | Route‑du‑Moulin-Brücke              | Chénens – Chavannes‑sous‑Orsonnens             |      | Strassenbrücke (einspurig) mit Rohrleitung an der Brückenseite    | Balkenbrücke | Beton       | 14         | 642          | Höchstgeschwindigkeit 80 km/h Höchstgewicht 3,5 t Wanderland-Route 4 ViaJacobi (Etappe 14 Fribourg–Romont) |
|      | Route‑d'Orsonnens-Brücke            | Autigny                                        |      | Strassenbrücke (einspurig)                                        | Balkenbrücke | Beton       | 20         | 638          | Höchstgeschwindigkeit 80 km/h Höchstgewicht 28 t Die Brücke befindet sich im national geschützten Auengebiet La Neirigue et la Glâne.                                                                                                   |
|      | Route‑d'Estavayer‑le‑Gibloux-Brücke | Autigny                                        |      | Strassenbrücke (zweispurig) mit Trottoirs 1310                    | Balkenbrücke | Beton       | 23         | 634          | Gebaut 2014 Höchstgeschwindigkeit 80 km/h TPF-Buslinie 335 (Cottens–Farvagny-le-Grand) |
|      | Chemin‑des‑Esserts-Brücke           | Autigny                                        |      | Strassenbrücke (einspurig)                                        | Balkenbrücke | Beton       | 20         | 628          | Höchstgeschwindigkeit 80 km/h |
|      | Unbenannter Steg                    | Autigny – Posat                                |      | Fussgängerbrücke                                                  | Balkenbrücke | Holz Stahl  | 23         | 620          | Verbot für Tiere (Pferd) Gebaut 1987 als Hängebrücke (SBG-Brücke), 2010 von Bâloise-Lehrlingen zu einer Balkenbrücke mit Stahlverstärkung umgebaut Wanderland-Route 4 ViaJacobi (Etappe 14 Fribourg–Romont)                             |
|      | Unbenannte Brücke                   | Neyruz – Ecuvillens                            |      | Strassenbrücke (einspurig)                                        | Balkenbrücke | Beton       | 24         | 602          | Verbot für Lastwagen |
|      | Unbenannte Brücke                   | Neyruz – Ecuvillens                            |      | Fussgängerbrücke                                                  | Hängebrücke  | Holz Stahl  | 35         | 591          | Verbot für Tiere (Pferd) Wanderweg |
|      | Glâne-Viadukt (A12-Autobahn)        | Matran – Posieux                               |      | Autobahnbrücke (vierspurig)                                       | Balkenbrücke | Beton       | 205        | 620          | Gebaut 1970er Jahre Höchstgeschwindigkeit 120 km/h |
|      | Route‑des‑Muése-Brücke              | Matran – Posieux                               |      | Strassenbrücke (zweispurig) 1310                                  | Balkenbrücke | Beton       | 140        | 601          | Gebaut 2004 Höchstgeschwindigkeit 80 km/h |
|      | Muéses-Brücke                       | Matran – Posieux                               |      | Strassenbrücke (zweispurig) mit Trottoirs                         | Bogenbrücke  | Stein Beton | 54         | 587          | Gebaut 1757 Fahrverbot für Motorwagen, Motorräder und Motorfahrräder Metallpoller dienen als Durchfahrtssperre. Wanderweg |
|      | Moulin‑Neuf-Brücke                  | Matran – Posieux                               |      | Strassenbrücke (zweispurig)                                       | Balkenbrücke | Beton       | 23         | 576          | Gebaut 1960er Jahre, ersetzte Holzbrücke Höchstgeschwindigkeit 80 km/h |
|      | Rohrträgerbrücke                    | Villars‑sur‑Glâne – Posieux                    |      | Rohrleitungsbrücke                                                | Balkenbrücke | Stahl       | 14         | 572          | |
|      | St.‑Apollonia-Brücke                | Villars‑sur‑Glâne – Posieux                    |      | Fussgängerbrücke                                                  | Balkenbrücke | Stein       | 18         | 571          | Historische Steinbogenbrücke, gebaut 1508/09, restauriert 1990–1992 Die Brücke und Kapelle sind denkmalgeschützt. Wanderland-Route 4 ViaJacobi (Etappe 14 Fribourg–Romont) und Route 81 Fribourg en diagonale (Etappe 2 Bulle–Fribourg) |
|      | Glâne-Viadukt (Route de Fribourg)   | Villars‑sur‑Glâne – Posieux                    |      | Strassenbrücke (zweispurig) mit Trottoirs 1300                    | Balkenbrücke | Beton       | 135        | 613          | Gebaut 1853–1858, saniert 1969 und 1997/98 Das Bauwerk ist denkmalgeschützt Höchstgeschwindigkeit 80 km/h TPF-Buslinie 336 (Fribourg–Bulle) Wanderweg                                                                                   |